# Charidotella morio
Charidotella morio es una especie de  coleóptero de la familia Chrysomelidae.
Fue descrita científicamente en 1801 por Fabricius.